# Paul Kohli
Paul Gustav Hugo Kohli (* 9. Februar 1850 in Stargard in Pommern; † Mai 1907) war ein preußischer Jurist, Bürgermeister sowie Mitglied des Reichstags des Deutschen Kaiserreichs.

## Leben
Kohli studierte Rechtswissenschaft und promovierte zum Dr. jur. Er war Stadtsyndikus in Stettin und später Oberbürgermeister von Thorn.
Am 1. März 1888 gewann er als Kandidat der Freisinnigen Partei eine Ersatzwahl im Reichstagswahlkreis Stettin 7 (Greifenberg, Kammin) und gehörte dem Reichstag bis zum Ende der Legislaturperiode im Jahre 1890 an. Als Vertreter seiner Stadt war er von 1894 bis 1900 Mitglied des Preußischen Herrenhauses.